# 角红蟹蛛
角红蟹蛛（学名：Thomisus labefactus）为蟹蛛科蟹蛛属的动物。分布于日本、朝鲜、台湾岛以及中国大陆的河北、山东、安徽、浙江、福建、河南、湖北、湖南、广东、陕西、甘肃、新疆、四川、云南等地，多见于灌木丛以及草丛。该物种的模式产地在日本。